# Prince of Persia: The Sands of Time
Prince of Persia: The Sands of Time (en català: Les Sorres del Temps) és un videojoc desenvolupat per Ubisoft. Aquest joc inaugura l'exitosa sèrie de Les Sorres del Temps, a qui segueixen Prince of Persia: L'Ànima del Guerrer i Prince of Persia: Les dues Corones.
Les Sorres del Temps es llançà per a PlayStation 2, Xbox, Nintendo GameCube, Game Boy Advance i PC entre el 2003 i el 2004. El joc, creat per Jordan Mechner, és considerat el vertader successor de tres dimensions.
Les Sorres del Temps és un joc d'aventures (amb plataformes) on el Príncep haurà d'aconseguir el seu objectiu, esquivant trampes i enemics.

## Argument
El Príncep es dirigeix cap a la seva primera batalla acompanyat pel seu pare, Leslie Sharaman, i amb l'armada persa per atacar el regne de Majarahah. Anteriorment el rei Sharaman havia fet un pacte amb el visir del Majarahah: si el visir llançava al cel una fletxa encesa, significava que el guàrdia de la porta seria mort i els perses tenien via lliure. A canvi, el rei Sharaman li havia promès al visir qualsevol dels tresors del Majarahah.
El visir dona el senyal i comencen a atacar, i el Príncep decideix ésser el primer a trobar els tresors del Majarahah: el rellotge de sorra i la daga del temps; i així donar glòria a son pare. S'ensorra la porta i el Príncep aconsegueix passar-hi. Un cop dins, passa per diferents llocs esquivant obstacles i matant enemics fins que arriba a una cambra on es troba el rellotge de sorra i a l'altre costat, la daga del temps. Quan arriba fins a la daga l'agafa i acciona un botó del seu mànec, retrocedint així en el temps i esquivant una roca que li cauria a sobre, i d'aquest mode descobreix el seu poder de controlar el temps. En sortir es troba amb son pare i el visir, que estan mirant com els soldats treuen el rellotge de sorra per emportar-se'l. Quan el visir veu la daga que porta el Príncep, recordà al rei la seva promesa de donar-li qualsevol dels tresors del Majarahah, i li demanà la daga, però el rei Sharaman li digué que era el record del seu fill de la primera batalla i la hi negà dient que podia agafar qualsevol cosa menys el rellotge de sorra i la daga del temps, que era justament el que anhelava el visir. Mentre això passa, es veu com un soldat troba una noia: la filla del Maharaja.
De tornada al seu regne, passaren per Azab per regalar el rellotge de sorra al rei d'Azab i assegurar així l'amistat i la pau entre tots dos regnes. En aquell moment el rei d'Azab preguntà per què lluïa tant la sorra que tenia el rellotge, el visir respongué que entre la sorra del rellotge hi havia una meravella mai abans vista per l'home i que només podia contemplar-se obrint el rellotge amb la daga del temps. El Príncep accedí i quan hi introduí la daga se n'alliberaren les sorres convertint tota la gent del palau en monstres de sorra, tret d'ell (gràcies al poder de la daga), del visir (gràcies al seu bastó) i de Farah, la filla del Maharaja (que tenia un estrany medalló amb què es podia controlar la sorra).
A partir d'aquí comença la part pràctica. El Príncep aconsegueix matar uns pocs monstres absorbint la sorra que tenen amb la daga. Quan mata tots els monstres que venen, apareix una columna de sorra que "li diu el futur" mitjançant unes visions. Llavors el Príncep busca Farah, i en trobar-la per primer cop, veu que porta un medalló estrany i que no s'havia convertit en un monstre de sorra. En aquell moment apareixen escarabats de sorra i queden en trobar-se de nou a la cambra de convidats. Anant-hi el Príncep veu com uns ocells s'emporten el rellotge a la part més alta de la torre.
Quan per fi troba Farah, ella està a la sala principal lluitant contra uns monstres de sorra, entre ells el rei Sharaman, que s'havia convertit en un monstre molt poderós (el Rei de Sorra), i ell hi baixa per ajudar-la. Quan mata tots, àdhuc son pare, Farah li diu que sabia què era perdre un pare i ell li respon: "Aquest... no era mon pare" i va a la columna de sorra que s'hi forma. Quan el Príncep es desperta veu que Farah és al seu costat i que intenta robar-li la daga. Ell aconsegueix evitar-ho i s'emprenya. Després d'una xerrada, ella decideix acompanyar-lo i tots dos formen un equip. En aquest moment, es desenvolupa el joc en el que de mica en mica apareix una atracció mútua que és visible al llarg del joc.